# سیستانی‌های ایران
سیستانی‌های ایران بیشتر در منطقه سیستان ایران زندگی می‌کنند و به گویش سیستانی که یکی از گویش های اصلی زبان فارسی است، سخن می‌گویند. دین اکثر آن‌ها اسلام است؛ اکثریت سیستانی‌ها در ایران پیرو تشیع هستند، با این حال در میان ایشان اقلیت‌های مذهبی دیگری نیز وجود دارد.

## پراکندگی جغرافیایی

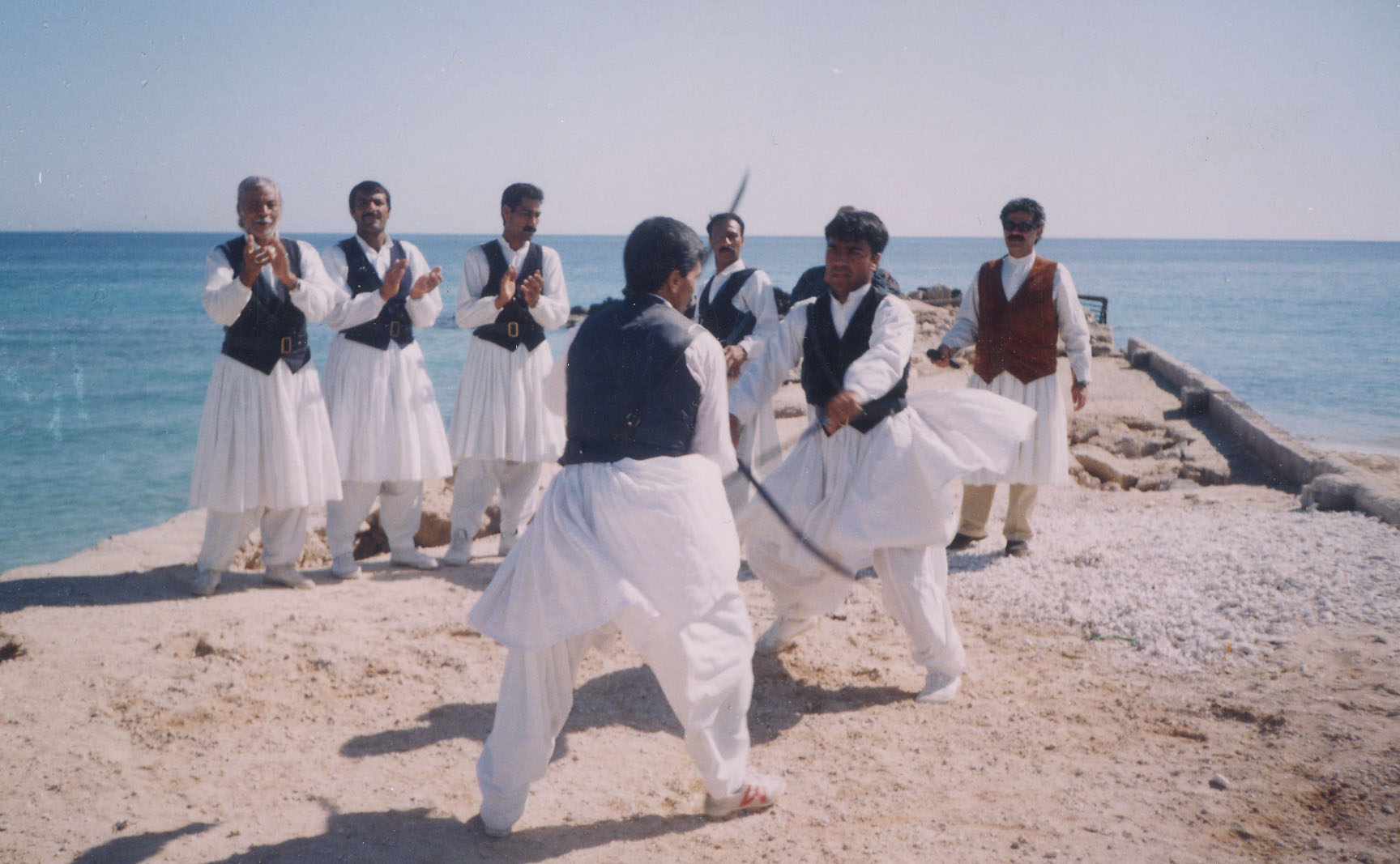
مردم سیستانی، سیستان

بیشتر جمعیت سیستانی‌ها در ایران در منطقه سیستان زندگی می‌کنند.
آنها در دهه‌های اخیر به دلایل مختلف سیاسی و آب و هوایی از سیستان به سایر نقاط ایران مهاجرت کرده‌اند.
آنها جمعیت قابل توجهی در شمال ایران در استان‌های گلستان و مازندران، همچنین جمعیت های بسیاری در استان‌های خراسان به‌خصوص در خراسان جنوبی، در استان تهران و سایر نقاط ایران دارند. 